# 世宗抱川高速公路
世宗抱川高速公路（：／ Sejong Pocheon gosokdoro */?），是連接韓國世宗特別自治市和京畿道抱川市的一條高速公路。全長121.7公里。
2025年2月25日，高速位于天安市的安山至龍仁路段發生倒塌，至少造成4死6傷，死者包括2名中国人。